# Adela Reta
Adela Reta   (Uruguai, 9 de juliol de 1921 - 3 d'abril de 2001), va ser una jurista, professora i política uruguaiana, pertanyent al Partit Colorado.

## Biografia
Es va graduar en Dret a la Facultat de Dret de la Universitat de la República de l'Uruguai el 1947, especialitzant-se en Dret Penal. Es va incorporar com a professora d'aquesta assignatura a l'ensenyament universitari, obtenint el 1956 la titularitat de la càtedra per concurs, convertint-se en la primera dona catedràtica de la Universitat de la República. Va exercir aquest càrrec docent fins que el 1978, durant la intervenció de la casa d'estudis decretada per la dictadura cívic-militar va ser obligada a renunciar a la mateixa per les autoritats interventores, com a conseqüència de la seva oposició al règim, que l'havia portat a exercir la defensa de presos polítics.
Es va reincorporar a la docència el 1985, després de la caiguda de la dictadura, i va continuar-hi fins a la seva jubilació.
Va escriure mateix nombrosos llibres sobre Dret Penal, (Curs de Dret Penal, La protecció jurídic-penal de la família) i en particular sobre la problemàtica de la minoritat infractora. Es va convertir en una de les majors especialistes en aquestes àrees al seu país.

## Àmbit polític
En el pla polític, el 1965 va ser designada Ministra de la Cort Electoral.
Dos anys després, el govern d'Óscar Diego Gestido la va designar presidenta del Consell de l'Infant, càrrec que va ocupar fins a la seva renúncia el 1974.
Entre 1983 i 1985 va presidir la Comissió de Drets Humans del Partit Colorado, des de la qual va recolzar una amnistia per als presos polítics .
Després de la restauració democràtica, el president Julio María Sanguinetti la va designar ministra d'Educació i Cultura, cartera en la qual va romandre durant tot el quinquenni 1985-1990. Així mateix, va ser provisionalment titular del Ministeri de Justícia, creat per la dictadura, fins a la seva supressió al juny de 1985.
Al començar la segona presidència de Sanguinetti, va assumir la presidència del Consell Directiu del SODRE (organisme dependent del Ministeri d'Educació que administra els mitjans de comunicació de ràdio i televisió pertanyents a l'Estat), funció que va exercir fins al 2000, pocs mesos abans de la seva mort.
L'Auditori Nacional Adela Reta va homenatjar la seva obra.